# بوگدان دوچف
بوگدان دوچف (انگلیسی: Bogdan Dochev; ۲۶ ژوئن ۱۹۳۵ – ۲۹ مهٔ ۲۰۱۷) بازیکن فوتبال اهل بلغارستان بود.
از باشگاه‌هایی که در آن بازی کرده است می‌توان به باشگاه فوتبال لفسکی صوفیه اشاره کرد.